# チュイール

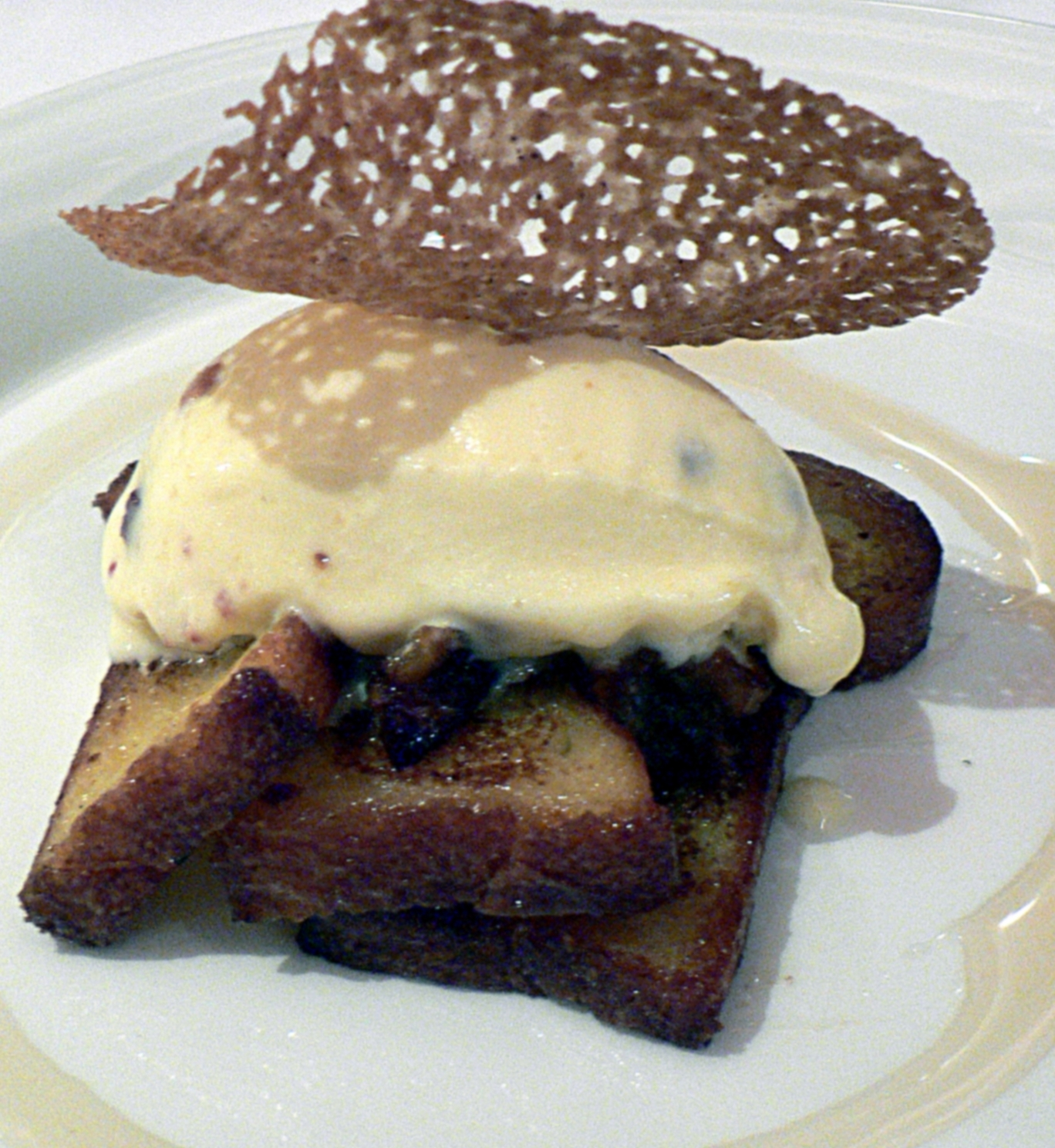
フレンチトースト、ベーコン・アイスクリームとシナモンのチュイール

チュイール（フランス語: tuile）は、薄くサクサクした甘くて風味のある、ドウやチーズから作られるウエハースである。元々はフランスのもので、フランスの屋根タイル（屋根瓦）に形が似ているところから名付けられた。パンナコッタ等のデザートの付け合わせや、シャーベットやアイスクリームの食べられるカップとして用いられる。チュイル、トゥイル、テュイルとも表記される。

## 製法
チュイールは薄いクッキーで、フランスの田舎、特にプロヴァンスの住宅の屋根のタイルのようにカーブしている。このカーブは通常、ワインボトルやめん棒のような曲面の上で作られる。フランスではチュイールの型も売られている。チュイールは、熱いうちにカーブを作らないと割れたりひび割れたりしてしまう。
小麦粉、砂糖、バター、卵白などを混ぜ合わせた生地をオーブンで焼き上げたクッキーで、薄くてカーブがかかっているのが特徴である。オーブンから取りだし、焼き上げた生地がまだ熱くしなやかなうちに、めん棒などの上に乗せてカーブを作る。アーモンドスライスを散らした「チュイル・オ・ザ・マンド」や、レース状の生地をした「チュイル・ダンテル」などがある。チュイールは、焼いた後、平らなままにしておくこともできる。